# The Lost Battalion (film fra 1919)
The Lost Battalion er en amerikansk stumfilm fra 1919 af Burton L. King.